# Raoul Barbe-Bleue
Pour les articles homonymes, voir Barbe-Bleue (homonymie).
Représentations notables
- 2016 - BnF - Opéra de Reims - Opéra de Metz

Personnages
- Raoul Barbe bleue, (baryton)
- Isaure, (soprano)
- Vergy, le fils (ténor)

Raoul Barbe bleue est un opéra-comique, décrit comme comédie en trois actes et en prose, mêlée d'ariettes, composée par André Grétry, sur un livret de Michel-Jean Sedaine. L'opéra de Grétry et Sedaine se livre à une double réécriture : il s'inspire très largement de La Barbe bleue de Perrault (1695), mais aussi d'un matériau romanesque médiéval, en particulier le Roman du châtelain de Coucy & de la Dame de Fayel et la Châtelaine de Vergy.
Wagner raconte dans ses mémoires qu'une représentation de cet opéra à laquelle il avait assisté à l'âge de 5 ans lui avait fait une très forte impression.

« car cette pièce était la première que, gamin de cinq ans, j’avais vue au théâtre à Dresde. J’en avais gardé un souvenir merveilleux que je revécus alors. Je me rappelai l’emphase avec laquelle, un chapeau en papier de ma propre fabrication sur la tête, et au grand amusement de toute la maison, je déclamais l’air de Barbe-Bleue : « Ah ! l’infidèle !.... La porte est ouverte ! » L’ami Heine non plus n’avait pas oublié ces épisodes. »

— Richard Wagner

## Historique des productions
L'opéra est d'abord produit par la Comédie-Italienne dans la première Salle Favart à Paris, le 2 mars 1789 et repris le Nonidi 26 vendémiaire an III de la République.
Une production de la Compagnie les Monts du Reuil est donnée en 2016 à l'Opéra de Reims, à l'auditorium de la BnF, l'Opéra de Metz et au théâtre de Saint-Dizier.
La première recréation scénique de cette œuvre depuis 1789 est coproduite en novembre 2018 par le Centre de Musique Baroque de Versailles et le Barokkfest Early Music Festival de Trondheim (Norvège), dans une mise en scène de Cécile Roussat & Julien Lubek, avec Chantal Santon Jeffery (Isaure), François Rougier (Vergi) et Matthieu Lecroart (Raoul), jouée au Trøndelag Teater de Trondheim.

## Rôles
| Distribution                          | Type voix | Première du 9 avril 1791 (chef d'orchestre : – ) |
| ------------------------------------- | --------- | ------------------------------------------------ |
| Raoul Barbe bleue, tyran féodal       | baryton   |                                                  |
| Vergy, amant d'Isaure                 | ténor     |                                                  |
| Isaure, amante de Vergy               | soprano   |                                                  |
| Le Vicomte de Carabi, frère d’Isaure  | Ténor     |                                                  |
| Le Marquis de Carabas, frère d’Isaure | ténor     |                                                  |
| Osman, vieux majordome de Raoul       | ténor     |                                                  |
| Jacques, petit paysan                 | soprano   |                                                  |
| Jeanne, petite paysanne bergère       | soprano   |                                                  |
| Jardinière                            | soprano   |                                                  |
| Bergers et bergères*                  |           |                                                  |
| Soldats de Raoul                      |           |                                                  |
| Chevaliers                            |           |                                                  |

- L’onomastique témoigne d’un effort de Sedaine pour donner à son drame des allures médiévales. Dans le cas de Vergi, la Châtelaine de Vergi est un court roman du XIIIe siècle dans lequel les amours interdites d’une châtelaine et d’un chevalier engendrent une succession de morts violentes[5].

## Synopsis
Deux jeunes amants voient leur avenir s’assombrir … quoique noble, Vergy est désargenté, quant à la belle Isaure, elle est promise en mariage à un certain Raoul, seigneur d’une grande richesse.
Déjà les amants empruntent le chemin du renoncement et du dépit amoureux. Mais tout change lorsqu’on découvre que ce Raoul a une façon bien personnelle de décourager la curiosité de ses épouses.

## Éditions en ligne
- Raoul Barbe bleue sur Gallica.

## Sources
- Raoul Barbe bleue, Bruxelles, Loiseau, 1791.
- Raoul Barbe bleue, Amsterdam, Dufour, 1791.
- Œuvres choisies de Sedaine, Paris, P. Didot l’Aîné et Firmin Didot, 1813, Partition gravée par Huguet, musicien de la Comédie Italienne, Paris, s.d..